# Arioch
Arioch est un nom hébreu signifiant "lion féroce". Il apparaît à l'origine dans la Genèse (chapitre 14), nom du « roi d'Ellasar », un de ceux de la confédération des rois menée par Kedorlaomer, qui affronta les rois de Sodome et Gomorrhe dans la vallée de Siddim avant d'être défaite par Abraham.  Au XXe siècle, il est identifié au roi "Eriaku", ou alors à Rim-Sin ou son frère Warad-Sin, élamite qui règne sur Larsa, contemporain d'Hammourabi, bien que cette théorie soit contesté depuis quelques années par des universitaires et même quasiment abandonnée, cela en partie dû aux inscriptions Nuzu faisant référence à un roi Hourrite nommé Ariukki.
Ellasar fut identifiée au cours du temps au site d'Alashiya, près Alassa en Cyprus, où se trouve un palais de la fin de l'âge du bronze, détruit par les Peuples de la mer.
Le nom d'Arioch apparaît aussi dans le Livre de Daniel dans l'épisode de la déportation des Juifs à Babylone au temps de Nabuchodonosor II.
Arioch (Arius) est le petit-fils de Semiramis dans la légende classique de Ninus.

## Dans la littérature moderne
Arioch est cité parmi les anges déchus dans Le Paradis perdu de John Milton, (livre VI, vers 371).
Arioch est un personnage de fiction inventé par l'écrivain anglais Michael Moorcock. Il apparaît entre autres dans les sagas de fantasy les Livres de Corum et le Cycle d'Elric.
Arioch est un dieu du chaos, c'est le patron d'Elric de Melniboné et de ses ancêtres. Il est aussi connu sous le nom du chevalier des épées. Frère des divinités Xiombarg et Mabelode, il utilise les mortels afin d'annihiler les seigneurs de la Loi.
Un des cris de guerre qu'Elric pousse est : du sang et des âmes pour Arioch.
Arioch est aussi un des ennemis de Corum.